# 朴賽因不花
朴赛因不花（？—1368年），中国元朝政治人物。字德中，肃良合台（即高丽王朝）人。
朴赛因不花有膂力，善于骑射。由速古兒赤转任利器库提点，再转任为资正院判官，官至同知枢密院事，转任翰林学士，于是升为承旨，赐虎符，兼巡军合浦全罗等处军民万户都元帅，转任大司农，出任为岭北行省右丞，升为平章政事。至正二十四年（1364年），甘肃行省以孛罗帖木兒诈称皇帝要杀奇皇后、皇孙，派人告诉此事，平章政事也速答兒就想要张榜晓谕大众，朴赛因不花认为不可：“这是大事，何能轻信，何况不是符验公文。”最后没有署榜。既而知道果然是妄传。皇太子爱猷识理达腊抚军冀宁（今山西省太原市），承制拜朴赛因不花翰林学士承旨，转任集贤大学士，又为宣政院使，于是拜中书平章政事。明朝大军进逼京师，元顺帝诏命朴赛因不花率兵守顺承门，他所领的兵就是数百羸弱士卒而已。于是叹息对左右说：“国事至此，我只知道与此门一同存亡。”城陷被擒，去见主将，只请速死，毫不屈服。主将让他留在营中，始终不屈，被杀。

## 传記資料
- 《元史》卷一百九十六 列传第八十三 忠义四